# 祖国解放戦争勝利記念日
祖国解放戦争勝利記念日（そこくかいほうせんそうしょうりきねんび）は、朝鮮民主主義人民共和国の祝日のひとつで、7月27日。朝鮮戦争休戦協定40周年を記念して、1993年7月27日から実施されている。一般には、戦勝節（전승절）または、7.27（칠이칠、チリチル）の名称で定着している。
首都平壌市内に、祖国解放戦争勝利記念塔や祖国解放戦争勝利記念館がつくられている。